# بيتر هادوك
بيتر هادوك (بالإنجليزية: Peter Haddock)‏ هو لاعب كرة قدم بريطاني، ولد في 9 ديسمبر 1961 في نيوكاسل أبون تاين في المملكة المتحدة. لعب مع ليدز يونايتد ونادي بيرنلي ونيوكاسل يونايتد.

## وصلات خارجية
- بيتر هادوك على موقع قاعدة بيانات كرة القدم.إي يو (الإنجليزية)